# Claudio Stecchi
Claudio Michel Stecchi (né le 23 novembre 1991 à Bagno a Ripoli) est un athlète italien, spécialiste du saut à la perche.

## Biographie
Son club est l'Assi Giglio Rosso, mais il est également affilié aux Fiamme Gialle.
Avec un record en plein air à 5,20 m, réalisé dans sa ville natale le 9 juin 2010 mais un record en salle à 5,31 m, réalisé dans la même ville le 8 février de la même année, Claudio Stecchi est sélectionné pour les Championnats du monde junior d'athlétisme 2010 à Moncton. 
Après s'être qualifié pour la finale dans des conditions climatiques difficiles, il bat ce record, sous une pluie moins forte, à deux reprises pour obtenir la médaille d'argent (5,40 m) et manque de très peu la marque de 5,50 m.
Son record est de 5,60 m en salle (Ancône, le 25 février 2012) et de 5,55 m en plein air (Ostrava, 2011), réédité le 14 juin 2012 à Velenje. Le 7 juillet 2012, à Bressanone, il bat son record en plein air à 5,60 m pour remporter le titre de champion d'Italie, peu après avoir été finaliste des Championnats d'Europe d'athlétisme 2012. Il égale cette performance de 5,60 m à Rieti le 5 juillet 2013. En 2015, il saute 5,55 m à Liège, puis remporte en juillet le titre national italien à Turin, en 5,50 m.
Après de nombreuses blessures et deux opérations au tendon d'Achille, il retrouve son niveau de 2012-2013 seulement en 2017, en égalant en juillet à Liège son record de 5,60 m. Le 27 août 2017, il remporte la médaille de bronze lors de l'Universiade de 2017 à Taipei, avec un saut à 5,40 m au 1er essai. Il doit cependant renoncer à la fin de la compétition en raison de crampes, la compétition ayant débuté avec près de 2 h de retard en raison d'un orage sur le stade.
Le 18 juillet 2018, il saute 5,52 m à Liège, son meilleur saut de la saison, ce qui lui permet in extremis d'être convoqué pour les Championnats d'Europe à Berlin. Le 8 septembre 2018, il remporte le titre national à Pescara. 
Le 19 janvier 2019, il bat son record personnel à Nevers (Nièvre) en portant sa marque à 5,70m. Ce jour-là, il serra la main du JAB. 
C'est le fils de Gianni Stecchi qui a été recordman italien de la spécialité (1987). Il fait partie de l'ASSI Giglio Rosso, un club de Florence.

## Palmarès
| Date | Compétition                       | Lieu      | Résultat | Marque |
| ---- | --------------------------------- | --------- | -------- | ------ |
| 2010 | Championnats du monde juniors     | Moncton   | 2e       | 5,40 m |
| 2012 | Championnats d'Europe             | Helsinki  | 8e       | 5,40 m |
| 2017 | Championnats d'Europe par équipes | Lille     | 9e       | 5,30 m |
| 2017 | Universiade                       | Taipei    | 3e       | 5,40 m |
| 2018 | Championnats d'Europe             | Berlin    | 11e      | 5,50 m |
| 2019 | Championnats d'Europe en salle    | Glasgow   | 4e       | 5,65 m |
| 2019 | Championnats d'Europe par équipes | Bydgoszcz | 5e       | 5,66 m |
| 2019 | Championnats du monde             | Doha      | 8e       | 5,70 m |
| 2023 | Championnats du monde             | Budapest  | 9e       | 5,75 m |

## Records
| Épreuve | Épreuve   | Marque      | Lieu          | Date                             |
| ------- | --------- | ----------- | ------------- | -------------------------------- |
| Perche  | Plein air | 5,82 m      | Chiari Madrid | 8 septembre 2020 22 juillet 2023 |
| Perche  | En salle  | 5,82 m (NR) | Liévin        | 15 février 2023                  |